# 横浜市立丸山台小学校
横浜市立丸山台小学校（よこはましりつまるやまだいしょうがっこう）は、神奈川県横浜市港南区にある公立小学校。略称は丸山台小（まるやまだいしょう）、丸小（まるしょう）。

## 沿革
- 1980年（昭和55年）6月　-　設立準備委員会発足
- 1981年（昭和56年）4月1日　-　横浜市立丸山台小学校として開校
- 1983年（昭和58年）
  - 2月　-　校章制定
  - 5月　-　校旗制定
- 1984年（昭和59年）3月　-   校歌制定記念式
- 1992年（平成4年）4月　-    横浜市教育委員会徳育実践推進校（2年間）
- 1996年（平成8年）1月　- 　市民図書室開設
- 2004年（平成16年）
  - 4月　-   防犯カメラ設置
  - 8月　-   耐震補強工事
- 2006年（平成18年）　-　パイオニアスクールよこはま（ＰＳＹ）指定（4年間）、二学期制開始
- 2007年（平成19年）　-　横浜市幼・保・小教育連携開発モデル校・モデル園（2年間)
- 2010年（平成22年）　-　防砂ネット設置、外壁塗装、東京国税局租税教育推進表彰
- 2012年（平成24年）　-　エレベーター設置
- 2013年（平成25年）　-　エアコン設置・給食室改装

## 教育目標
- 「知」　自分から進んで学ぶ人になろう
- 「徳」　信頼、みんなで生きていこうとする人になろう
- 「体」　心も体も健康な人になろう
- 「公」　ふるさと丸山台を愛する人になろう
- 「開」　みんなの安心や豊かさを考えながら生きる人になろう

## 所在地・交通アクセス
- 〒233-0013　神奈川県横浜市港南区丸山台三丁目8番地1号
- 横浜市営地下鉄ブルーライン上永谷駅より徒歩6分